# Premio Gratiaen
Il Premio Gratiaen  (Gratiaen Prize) è un riconoscimento letterario assegnato annualmente ad opere di narrativa, saggistica, poesia o teatrali scritte in lingua inglese da autori residenti nello Sri Lanka.
Istituito nel 1992 dallo scrittore Michael Ondaatje con il denaro ottenuto dalla vincita del Booker Prize per Il paziente inglese, è amministrato dal Gratiaen Trust e sponsorizzato dalla John Keells Foundation. 

## Albo d'oro
1993
- Carl Muller, The Jam Fruit Tree
- Lalitha Withanachchi, Wind Blows Over the Hills

1994
- Punyakante Wijenaike, Amulet

1995
- Sybil Wettasinghe, The Child in Me
- Rajiva Wijesinha, Servi (Servants)

1996
- Tissa Abeysekera, Bringing Tony Home

1997
- Gamini Akmeemana, The Mirage

1998
- Jeanne Thwaites, It's a Sunny Day on the Moon

1999
- Neil Fernandopulle, Shrapnel
- Visakesa Chandrasekaram, Forbidden Area

2000
- Ruwanthi De Chickera, Middle of Silence

2001
- Elmo Jayawardene, Sam’s Story
- Sumathi Sivamohan, In the Shadow of the Gun/The Wicked Witch

2002
- Vijita Fernando, Out of the Darkness

2003
- Nihal De Silva, Road from Elephant Pass

2004
- Jagath Kumarasinghe, Kider Chetty Street

2005
- Delon Weerasinghe, Thicker Than Blood

2006
- Senaka Abeyratne, 3 Star K
- Isankya Kodittuwakku, The Banana Tree Crisis

2007
- Vivimarie Vanderpoorten, Nothing Prepares You

2008
- Shehan Karunatilaka, Chinaman: The Legend of Pradeep Mathew

2009
- Prashani Rambukwella, Mythil's Secret

2010
- Sakuntala Sachithanandan, On the Streets and Other Revelations

2011
- Madhubhashini Disanayake-Ratnayake, There's Something I Have to Tell You

2012
- Lal Meddawattegedera, Playing Pillow Talk at MGK

2013
- Malinda Seneviratne, Edges

2014
- Vihanga Perera, Love and Protest

2015
- Thiyagaraja Arasanayagam, White Lanterns: Wesak 2011

2016
- Charulatha Abeysekara Thewarathanthri, Stories

2017
- Jean Arasanayagam, The Life of the Poet[4]

2018
- Arun Welandawe-Prematilleke, The One Who Loves You So

2019
- Andrew Fidel Fernando, Upon a Sleepless Isle

2020
- Carmel Miranda, Crossmatch[5]

2021
- Ashok Ferrey, The Unmarriageable Man[6]

2022
- Chiranthi Rajapaksa, Keeping Time and Other Stories
- Yudhanjaya Wijeratne,The Wretched and the Damned[7]

2023
- Ramya Jirasinghe, The Unmarriageable Man[8]